# مردمک مارکوس گان
مردمک مارکوس گان (انگلیسی: Marcus Gunn pupil) که به آن نقصِ نسبیِ آورانِ مردمک (انگلیسی: Relative afferent pupillary defect) یا به اختصار «RAPD» هم می‌گویند، یک نشانهٔ بالینی است که طی «آزمون حرکت متناوب چراغ قوه» مشاهده می‌شود که در آن، مردمک‌های بیمار، هنگامی که پزشک نور چراغ‌قوه‌اش را از چشم سالم به چشم آسیب‌دیده می‌گرداند، بیش از حد گشاد می‌شوند. چشم مبتلا همچنان حضور نور را حس می‌کند و تا حدودی انقباض مردمک ایجاد می‌شود، اما میزان آن کاهش‌یافته است. مردمک مارکوس گان یک نقص نسبی آوران در مردمک و نشان‌دهنده کاهش پاسخ مردمکی به نور در چشم آسیب‌دیده است.
بسته به شدت، علائم مختلفی ممکن است در طول «آزمون حرکت متناوب چراغ قوه» ظاهر شود:
مردمک مارکوس گان خفیف در ابتدا به صورت انقباض ضعیف مردمکی تظاهر می‌کند که پس از آن گشادی مردمک رخ می‌دهد.
وقتی شدت مردمک مارکوس گان متوسط باشد، اندازه مردمک در ابتدا ثابت می‌ماند و پس از آن گشاد می‌شود.
وقتی مردمک مارکوس گان شدید باشد، مردمک به‌سرعت گشاد می‌شود.

## علت
شایع‌ترین علت مردمک مارکوس گان ضایعه عصب بینایی (بین شبکیه و کیاسمای بینایی) به دلیل گلوکوم (آب‌سیاه)، بیماری شدید شبکیه یا به‌دلیل ام‌اس و گاهی نیز التهاب عصب بینایی یکطرفه است. این نشانه نامش را از چشم‌پزشک اسکاتلندی رابرت مارکوس گان گرفته شده است. دومین علت شایع مردمک مارکوس گان، ضایعه راه‌های بینایی مغز در طرف مقابل چشم مبتلا است که به دلیل مشارکت‌های مختلف نیمه‌های دست‌نخورده بینی و گیجگاهی است.